# Mikuláš Landa
Mikuláš Landa (rozený Landau, 1911 Budapešť – 1994 Brno) byl československý politik, krajský tajemník KSČ v Ústeckém kraji. Zatčen r. 1951 a souzen r. 1954 v procesu proti skupině pracovníků aparátu KSČ.
Je autorem knih s tematikou alternativní medicíny:
- Ušní akupresura : podle čínské školy s ukázkami školy francouzské (vydáno 1991) ISBN 80-900569-6-2
- Atlas akupunktury (vydáno 1991)
- Atlas akupresury, akupunktury (vydáno 1991)
- Akupresura : bodová masáž neboli akupunktura bez jehel (vydáno 1991) ISBN 80-900040-7-5
- Bodové masáže – akupresura : metodický materiál (vydáno 1981)
- Akabeneho test ohněm (vydáno 1990) ISBN 80-900040-8-3